# Нощна смяна (разказ)
„Нощна смяна“ (на английски: Graveyard Shift) е разказ от Стивън Кинг, публикуван за първи път през 1970 г., в изданието на списание Cavalier за месец октомври, а впоследствие включен в едноименния сборник на автора от 1978 година. Разказът е филмиран през 1990 г.
Действието се развива в текстилна фабрика в щата Мейн, където собственик подбира няколко от работниците си да почистят най-долното ниво на сградата, където не е стъпвал човешки крак от години. Докато малката група чистачи напредва все по-надолу и все по-надолу се налага да се борят с плъхове, достигнали необикновени размери вследствие на мрака и условията в мазето.